# Киюч, Хайме
Хайме Даниэль Киюч Кастаньеда (исп. Jaime Daniel Quiyuch Castañeda; род. 24 апреля 1988 или 24 апреля 1980, Гватемала) — гватемальский легкоатлет, специалист по спортивной ходьбе. Выступал на профессиональном уровне в 2010—2016 годах, обладатель бронзовой медали Панамериканских игр, победитель и призёр ряда крупных международных стартов, участник двух летних Олимпийских игр.

## Биография
Хайме Киюч родился 24 апреля 1988 года (по другим данным 1980 года) в городе Гватемала.
Первого серьёзного успеха на международном уровне добился в сезоне 2010 года, когда вошёл в состав гватемальской сборной и выступил на домашнем чемпионате Центральной Америки в Гватемале, где в зачёте ходьбы на 20 000 метров выиграл бронзовую медаль.
В 2011 году в ходьбе на 35 км стал серебряным призёром на центральноамериканском чемпионате в Сан-Сальвадоре, в ходьбе на 50 км завоевал бронзовую награду на Панамериканских играх в Гвадалахаре, уступив на финише только мексиканцам Орасио Наве и Хосе Лейверу Охеде.
В 2012 году на Кубке мира в Саранске сошёл с 50-километровой дистанции. Выполнив олимпийский квалификационный норматив (3:59:00), удостоился права защищать честь страны на летних Олимпийских играх в Лондоне — стартовал на дистанции 50 км, в итоге был дисквалифицирован за нарушение техники ходьбы.
В 2013 году в ходьбе на 20 км финишировал седьмым на домашнем Панамериканском кубке в Гватемале, занял 12-е место на чемпионате мира в Москве, в ходьбе на 50 км отметился выступлением на Боливарианских играх в Трухильо.
В 2014 году в 50-километровой дисциплине стартовал на Центральноамериканских и Карибских играх в Веракрусе, с результатом 3:55:42 стал четвёртым.
В 2015 году в той же дисциплине показал 29-й результат на чемпионате мира в Пекине.
Принимал участие в Олимпийских играх 2016 года в Рио-де-Жанейро, где в ходьбе на 50 км вновь был дисквалифицирован. По окончании этого сезона завершил спортивную карьеру.
Его жена Джейми Франко — так же титулованная гватемальская легкоатлетка, выступавшая в спортивной ходьбе.